# Invasão chola do Império Serivijaia
Em 1025, Rajendrá Chola, o Rei Chola de Tâmil Nadu, no Sul da Índia, lançou saques navais aos portos do Império Serivijaia no Sudeste Marítimo da Ásia, e conquistou Cadaram (Atual Quedá) de Serivijaia e o ocupou por algum tempo. A expedição marítima de Rajendrá contra Serivijaia foi um evento único na História da Índia e de suas relações pacíficas com os estados do Sudeste da Ásia. Vários lugares na Malásia e na Indonésia foram invadidos por Rajendrá Chola I da dinastia Chola. A invasão Chola favoreceu a expansão das associações comerciais de tâmeis como a Manigramam, Ayyavole e Ainnurruvar no Sudeste da Ásia.

## Contexto
Durante a maior parte de sua história comum, antiga Índia e Indonésia aproveitavam relações amigáveis e pacíficas, portanto, esta invasão indiana é um evento único na história da Ásia. Nos séculos IX e X, Serivijaia mantinha relações estreitas com o Império Pala em Bengala, e uma 860 Inscrição Nalanda registra que Marajá Balaputra de Serivijaia dedicou um mosteiro na Universidade de Nalanda em Território Pala. A relação entre Serivijaia e a dinastia Chola do sul da Índia foi amigável durante o reinado de Raja Chola I. Em 1006, um Serivijaiano marajá da dinastia sailendra — rei Maravijaiatungavarmam — construiu Chudamani Vihara na cidade portuária de Negapatão. No entanto, durante o reinado de Rajendrá Chola I as relações deterioraram-se porque os Cholas atacaram cidades Serivijaianas.
As Cholas são conhecidos por beneficiarem tanto a pirataria quanto o comércio exterior. Às vezes, as viagens marítimas Chola levavam a saques completos e conquistas no Sudeste da Ásia. Enquanto Serivijaia que controlava dois grandes pontos vitais para a navegação; Malaca e o estreito de Sunda, no tempo que era um grande império comercial que possuía formidáveis forças navais. A abertura ao noroeste do estreito de Malaca foi controlado de Quedá na costa Península e de Panai na costa de Sumatra, enquanto Malaiu (Jambi) e Palembang controlavam sua abertura sudeste e o estreito de Sunda. Eles praticavam monopólio comercial naval, que forçou qualquer embarcação comercial a passar por suas águas para chegar aos seus portos, se não o fizessem, sofreriam saques.
As razões para esta expedição naval não foram claras com a sugestão de Nilakanta Sastri de que o ataque foi causado provavelmente por uma tentativa Serivijaiana de lançar obstáculos no caminho das rotas de comércio Chola com o Oriente (especialmente com a China), ou mais provavelmente, de um simples desejo da parte de Rajendrá para estender o seu digvijaya para os países de todo o mar tão bem conhecido, por sua matéria e, portanto, adicionar brilho à sua coroa. Outra teoria sugere que as razões da invasão foram provavelmente motivadas pela geopolítica e pelas relações diplomáticas. O rajá Suriavarmã I do Império Quemer solicitou auxílio de Rajendrá Chola I da dinastia Chola contra o reino Tambralinga. Depois de aprender sobre a aliança de Suriavarmã com Rajendrá Chola, o reino Tambralinga solicitou auxílio de Sangrama Vijaiatungavarmam de Serivijaia. Isso levou o Império Chola a entrar em conflito com o Serivijaia. Esta aliança também teve um contexto religioso, uma vez que tanto os Chola quanto os quemeres são Hindus xivaístas, enquanto Tambralinga e Serivijaia são Budistas Mahayana.

## Invasão
A invasão Chola a Serivijaia foi uma rápida campanha, que deixou Serivijaia despreparada. Para velejar da Índia para o Arquipélago da Indonésia, os navios da Índia navegavam para leste em toda a Baía de Bengala, e paravam nos portos de Lamuri em Aceh ou Quedá na península Malaia antes de entrar no Estreito de Malaca. Mas a armada Chola navegou diretamente para a costa oeste de Sumatra. O porto de Barus na costa oeste do Norte do Sumatra na época pertencia às guildas de Tamil e serviu como um porto para reabastecer depois de atravessar o Oceano Índico. A armada Chola, em seguida, continuou a navegar ao longo da costa oeste em direção ao sul, e navegou no Estreito de Sunda. A marinha Serivijaiana vigiava Quedá e áreas circundantes, no noroeste da abertura do estreito de Malaca, completamente inconsciente de que a Invasão Chola estava vindo do Estreito de Sunda, no sul. A primeira cidade Serivijaiana a ser invadida foi Palembang, a capital de Serivijaia. O ataque inesperado levou aos Cholas saqueando a cidade, o palácio real Cadatuam e mosteiros. Uma inscrição Chola diz que Rajendrá capturou o Rei Sangramavijayottunggavarman de Serivijaia e tomou uma grande pilha de tesouros, incluindo o Vidiadara Torana, o "Portão da Guerra de Serivijaia" adornado com joias de grande esplendor.
Depois de saquear o palácio real de Palembang, os Cholas lançaram ataques sucessivos a outros portos Serivijaianos, incluindo Malaiu, Tumasique, Panai e Quedá. A invasão Chola não resultou na administração sobre as cidades derrotadas, pois os exércitos mudavam rapidamente e saqueavam as cidades de Serivijaia. A Armada Chola parece ter obtido vantagem com as monções do Sudeste Asiático para mover-se de um porto para outro rapidamente. A tática de um movimento rápido de ataque inesperado foi, provavelmente, o segredo do sucesso dos Chola, pois não permitiu que a Mandala Serivijaia preparasse as defesas, se reorganizasse, prestasse assistência ou revidasse. A guerra terminou com uma vitória para os Cholas e grandes perdas para Serivijaia, terminando com o monopólio marítimo na região.

## Rescaldo
Com o marajá Sangrama Vijaiotungavarmam preso e a maioria de suas cidades destruídas, a Mandala Serivijaia sem líder entrou em um período de caos e confusão. A invasão marcou o fim da dinastia Sailendra. De acordo com a análise Malaia de Sejará Melaiu, no século XV , Rajendrá Chola I depois do sucesso dos saques navais em 1025 casou-se com Onang Kiu, filha de Vijayottunggavarman. Esta invasão forçou Serivijaia a fazer um tratado de paz com o reino javanês de Kahuripan. O acordo de paz foi negociado pela filha exilada de Vijayottunggavarman, que conseguiu escapar Palembang e veio para a corte do Rei Airlanga no leste de Java. Ela também se tornou a rainha consorte de Airlanga chamada Darmaprasadotungadevi e em 1035, Airlanga construiu um mosteiro Budista chamado Serivijaiasrama dedicada à sua rainha consorte.
Apesar da devastação, a Mandala Serivijaia ainda sobreviveu, pois a invasão Chola falhou ao instalar administração direta sobre Serivijaia, sendo que a invasão foi curta e apenas para saquear. No entanto, esta invasão enfraqueceu gravemente a hegemonia Serivijaiana e permitiu a formação de reinos regionais como Kahuripan e seu sucessor, Quediri em Java baseados na agricultura, ao invés do comércio marítimo. Sri Deva foi entronizado como o novo rei e as atividades de negociação foram retomadas. Ele enviou uma embaixada à corte imperial da China em 1028. Embora a invasão não tenha sido seguida pela ocupação Chola e a região tivesse se mantido geograficamente, houve enormes consequências no comércio. Comerciantes Tamil invadiram o território Serivijaiano tradicionalmente controlado por mercadores malaios e a influência das guildas Tamil aumentou na Península Malaia e na costa norte de Sumatra.
Com a crescente presença de guildas Tamil na região, as relações melhoraram entre Serivijaia e os Cholas. Nobres de Chola foram aceitos no tribunal Serivijaia e em 1067, um príncipe Chola chamado Divacara ou Devacala foi enviado como embaixador Serivijaiano à Corte Imperial da China. O príncipe, sobrinho de Rajendrá Chola, mais tarde, foi entronizado em 1070 como Culotunga Chola I. Mais tarde, durante a Rebelião Quedá, Serivijaia pediu ajuda aos Cholas. Em 1068, ViraRajendrá Chola lançou um saque naval para ajudar Serivijaia a recuperar Quedá. Virarajendrá restabeleceu o rei de Quedá a pedido do marajá Serivijaiano e Quedá aceitou a soberania Serivijaiana.